# Génesis Apócrifo
O Gênesis Apócrifo é um dos manuscritos do Mar Morto, descobertos em Qumram, era pertencente à antiga sociedade Nazarita de Engedi. Este manuscrito foi catalogado como 1QapGen, 1Q20 por ter sido encontrado na Gruta 1. É um manuscrito incompleto do qual sobreviveram apenas vinte e duas colunas de texto em aramaico.

## Conteúdo
Como o início do manuscrito se encontra desaparecido, calcula-se que a primeira parte seria um exaustivo trabalho narrativo da história de Adão, Eva  e a sua progénie, até Noé, onde tem inicio a narração nas secções descobertas.
O texto actual começa na folha V, que está numerada pela letra hebraica pe. Esta folha começa na coluna X com sade e a folha onde começa a coluna XVII com Qoph., ou seja, a décima sétima, decima oitava e decima nona letras do alfabeto hebraico. Desta forma tudo indica que esta secção era precedida por dezasseis folhas, das quais apenas o fim da ultima foi preservada.
- Colunas II-V: Narrativa do milagroso nascimento de Noé, as suspeita do seu pai Lamec em relação à sua paternidade e o seu pedido a Matusalém para pedir conselho a Enoque que se encontrava no Paraíso.
- Coluna VI-XV: Narrativa na primeira pessoa, de Noé, das suas viagens e do dilúvio.
- Coluna X: Descrição do sacrifício de Noé após o dilúvio.
- Coluna XI: Descrição da aliança entre Deus e Noé após o dilúvio, incluído a curiosa proibição de comer sangue.
- Coluna XII: Noé planta uma vinha e prova o vinho
- Coluna XII-XV: Esta, muito danificada, tem uma referência explicativa a respeito das árvores e da sua plantação.
- Coluna XVI-XVII: Trata da divisão da Terra entre os filhos de Noé.
- Coluna XVIII: Desaparecida
- Coluna XIX-XXII: Texto correspondente ao de Gênesis 12-15 com um relato em pormenor da viagem de Abraão ao Egito, regresso a Canaã, lutas e batalhas com reis da mesopotâmia e de uma renovação da promessa de um filho. Esta seção é muito peculiar e tem sido inspiradora para muitos teólogos por ser uma mistura de Targum, Midrash e Bíblia, reescrita e auto-biografada.

## Traduções e transcrições importantes
Em 1956 N. Avigad e Y. Yadin traduziram parcialmente o manuscrito, em um apontamento chamado Gênesis Apocryphon em Jerusalém.
Em 1992 no suplemento 3 do 'Studies in Qumram Aramaic, Abr-Nahrain, entre as páginas 70 e 77 encontra-se uma transcrição da coluna XII.
Em 1995 todo o resto do manuscrito foi decifrado, transcrito e traduzido através de um renovado sistema de infravermelhos por M. Morgenstern, E. Qimron e D. Sinan. Este trabalho foi publicado nas paginas 30-52, do “The Hitcherto Unpublished Columns of Génesis Apocryphon”

## Datação dos manuscritos
A grande maioria dos estudiosos acadêmicos atribui a composição destes manuscritos entre o final do século I a.C. ou à primeira metade do século I d.C. Pensa-se que o original de onde este foi transcrito tenha sido composto no século II a.C. Esta ideia surge porque muitos dos estudiosos da área relacionam este conteúdo com o Livro dos Jubileus. A grande dúvida é se o Gênesis Apócrifo serviu de base para o Livro dos Jubileus ou se o Livro de Jubileus inspirou a composição do Gênesis Apócrifo.